# Halīlū
Halīlū (persiska: هلیلو, خالی, خالّی) är en ort i Iran.   Den ligger i provinsen Östazarbaijan, i den nordvästra delen av landet, 500 km nordväst om huvudstaden Teheran. Halīlū ligger 1 785 meter över havet och antalet invånare är 163.
Terrängen runt Halīlū är lite bergig. Runt Halīlū är det ganska glesbefolkat, med 27 invånare per kvadratkilometer. Närmaste större samhälle är Hūrānd, 17,1 km nordost om Halīlū. Trakten runt Halīlū består i huvudsak av gräsmarker.